# Hans Kehrl
Hans Kehrl, född 8 september 1900 i Brandenburg an der Havel, död 26 april 1984 i Grafenau, var en tysk företagare och SS-general. Under andra världskriget var han chef för Riksekonomiministeriets avdelning för råmaterial och senare chef för rustningsavdelningen vid Riksministeriet för rustnings- och krigsproduktion, som leddes av Albert Speer. Kehrl tillhörde Freundeskreis Reichsführer-SS.
Efter kriget ställdes Kehrl inför rätta vid Ministerierättegången och dömdes den 13 april 1949 till 15 års fängelse. Straffet efterskänktes och han frisläpptes från Landsbergfängelset den 3 februari 1951. År 1973 publicerade Kehrl sina memoarer, Krisenmanager im Dritten Reich: 6 Jahre Frieden, 6 Jahre Krieg.